# Проездной документ взамен национального паспорта

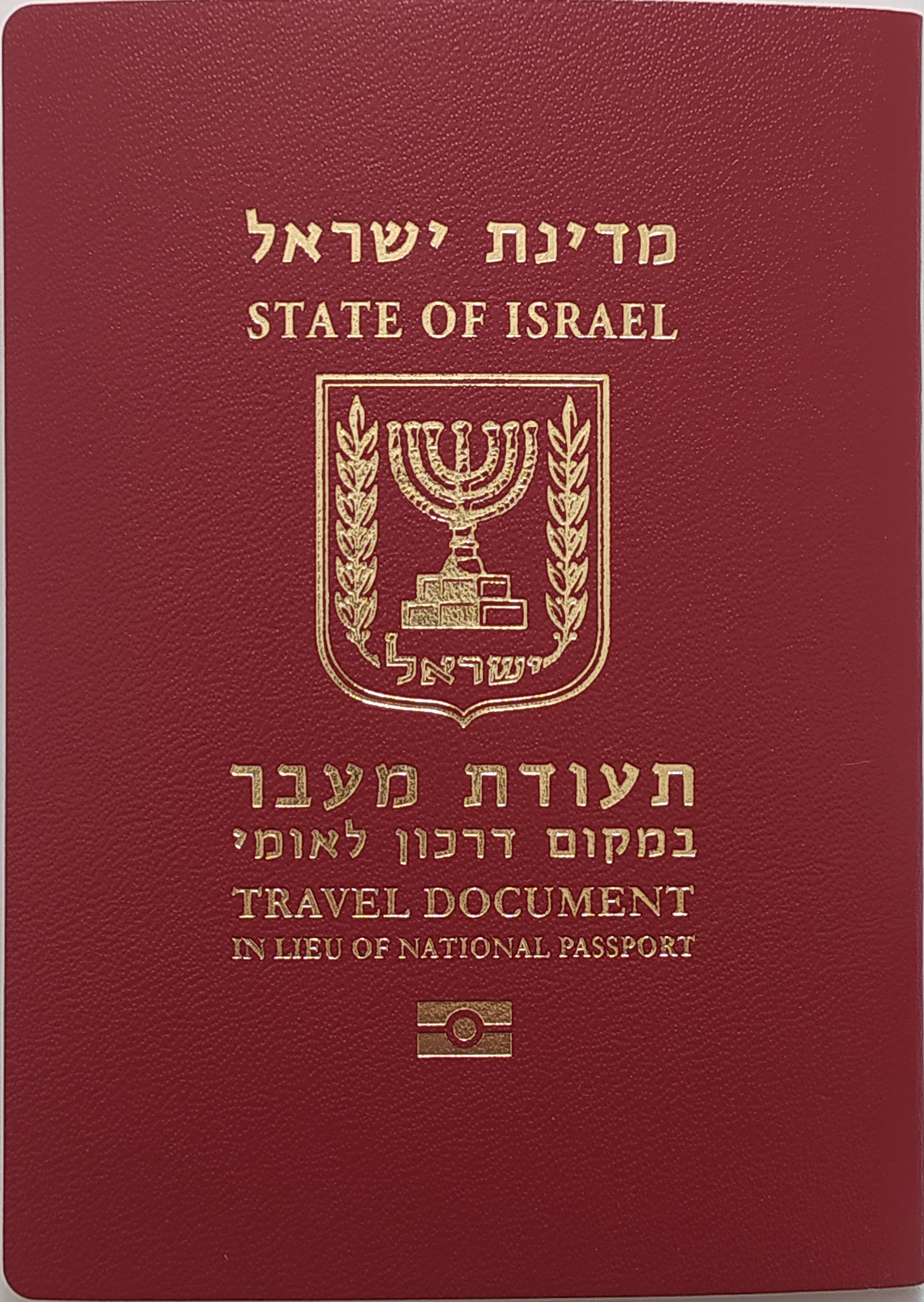
Обложка «Проездного документа взамен национального паспорта»

Проездной документ взамен национального паспорта (ивр. תעודת מעבר במקום דרכון לאומי‎ (Теуда́т ма’ава́р бимко́м дарко́н леуми́) или сокращённо ивр. תעודת מעבר‎ (Теуда́т ма’ава́р), англ. Travel document in lieu of national passport или англ. Provisional Passport) — документ, выдающийся гражданам Израиля, у которых нет постоянного израильского паспорта, что позволяет этим людям въезжать и выезжать из Израиля, а также посещать другие страны. Не следует путать с проездным документом, выдающимся жителям Восточного Иерусалима и Голанских высот, не имеющих гражданства Израиля.
Иногда этот документ называют Лессе́-пассе́ (фр. Laissez passer) - под таким названием он фигурирует в англоязычной версии сайта Правительства Израиля, хотя на самом документе эти слова не присутствуют.
Теудат маавар признается в качестве документа, предоставляющего безвизовый режим, всеми странами Шенгенской зоны и ЕС (кроме Мальты), а также Японией, Южной Кореей и многими другими.
Проездной документ взамен национального паспорта (Teudat Ma’avar bimkom Darkon Leumi) может быть выдан гражданину Израиля при следующих обстоятельствах:
- Через 90 дней после иммиграции в Израиль, новые граждане могут подать просьбу о выдаче им Проездного документа; они обязаны использовать его для пересечения израильской границы начиная со 120 дня после их иммиграции. Новые репатрианты должны непрерывно прожить год в Израиле, прежде чем подавать заявление на получение общегражданского заграничного паспорта.
- Новому репатрианту (оле/ола хадаш) до истечения срока в 90 дней при подаче заявления об отказе от права отказаться от гражданства Израиля в упрощенном порядке.
- Иностранцы и лица без гражданства, а также беженцы.
- Граждане Израиля с непогашенной судимостью.
- Граждане Израиля, которые потеряли или привели в негодность более трёх паспортов.
- Граждане Израиля, которые потеряли свой паспорт в заграничной поездке.
- Граждане Израиля, возвращающиеся в Израиль по решению израильского правительства.

Документ выдается, как правило, на 5 лет. В консульствах выдаются только небиометрические паспорта. Получить биометрический документ можно только в МВД внутри Израиля.
Выдача проездных документов взамен общегражданских паспортов стала важной темой в 1990-е годы, когда израильское правительство столкнулось с организованными преступными группировками из бывшего СССР, которые иммигрировали в Израиль, получали и использовали израильские паспорта для своей незаконной деятельности.